# (73600) 3020 T-2
3020 تي-2 (ويعرف أيضًا باسم (73600) 3020 تي-2 وفق تسمية الكوكب الصغير) (بالإنجليزية: 3020 T-2)‏ هو كويكب ضمن حزام الكويكبات؛ وترتيبه 73600 من حيث الاكتشاف.
اكتُشف هذا الجُرم الفلكي بواسطة إنغريد فان هوتين-جرونفيلد في 30 سبتمبر 1973.

## وصلات خارجية
- (73600) 3020 T-2 في قاعدة بيانات مختبر الدفع النفاث لأجرام النظام الشمسي الصغيرة

- الاكتشاف · مخطط المدار ·  العناصر المدارية · المعلمات المادية

- (73600) 3020 T-2 على موقع ويكي سكاي: DSS2, SDSS, GALEX, IRAS, Hydrogen α, X-Ray, Astrophoto, Sky Map, Articles and images